# 江文蔚 (五代十國)
江文蔚（901年—952年），字君章，五代建安（今福建建甌）人，一說許（今河南許昌）人。
長興三年（932年）在后唐舉進士，為河南府推官。秦王李从荣夺权失败被杀，江文蔚被勒令归田，逃到吴国，得到摄政徐知诰的厚待。
徐知诰代吴建立南唐，江文蔚為中書舍人，保大元年（943年）任御史中丞。因彈劾宰相馮延己被貶江州，後召還，累官禮部侍郎。卒，谥简。著有《六桂賦集》。
長子江翥，秘書省正字；次子江騫。二子皆早卒，最后江文蔚以从子江翹為嗣。